# 陳龜
陳龜（?—?），字叔珍，上党郡泫氏縣（今山西省高平縣）人，東漢政治人物

## 生平
陳龜家世边将，弓马娴熟。举孝廉，历任五原太守。漢順帝永和五年（140年）擔任使匈奴中郎將。当时南匈奴大乱，陈龟认为单于没有威严，逼迫去特若尸逐就单于自杀。因此获罪下狱。后来免罪，升为京兆尹。当时，长安附近豪强地主势力颇盛，侵凌百姓。陈龟到任后，颁布严厉的措施，打击豪强势力，为受害的小民百姓平理怨屈，使得京兆地区大治，百姓欢悦。
漢桓帝永壽元年(155年)，南匈奴左薁鞬臺耆、且渠伯德等七千餘人叛漢進攻美稷，殺長吏，驅略百姓，東羌也舉眾呼應南匈奴起兵，當時安定屬國都尉張奐剛到任，城內只有二百許人，聽到消息後不理部下勸阻即勒兵而出進屯長城並收集兵士，又派遣部將王衛招誘東羌，因而進據龜茲，令南匈奴不得與東羌會合。東羌於是投降張奐一起攻擊薁鞬等人，連戰破之。伯德惶恐，帶兵向張奐投降。因羌胡叛亂，漢桓帝知道陳龜家世熟識邊境風俗事情，所以背著當時專權的外戚大將軍梁冀任命陳龜為度遼將軍，陳龜臨行前上書指出邊將貪腐，要求桓帝選拔適合人才出任幽并二州刺史郡守與使匈奴中郎將、護烏桓校尉、護羌校尉及免除并涼二州賦稅，桓帝聽取他的意見，更選幽并刺史郡守校尉，其中任命剛立下戰功的張奐為使匈奴中郎將，又免除并涼二州租賦。陳龜到任後，州郡邊將震慄，鮮卑也不敢犯邊，因此一年內省下很多軍費。
永壽二年(156年)，梁冀向來與陳龜不和，加上桓帝聽陳龜之言更換一批邊境官員，影響到他的利益，於是誣陷陳龜在邊境只選有功的事上報但實際不能使外族畏服有失國威，漢桓帝只好将陳龜调回，陳龜於是請求桓帝讓他歸于鄉里。北方此時亦陷入混亂，鮮卑檀石槐乘機領三四千騎寇雲中，朔方烏桓與南匈奴休著屠各也一起叛亂，燒度遼將軍門。漢桓帝接到軍報後想起劉陶稱讚李膺的軍事才能，詔令李膺接任度遼將軍，此時使匈奴中郎將張奐已率步騎二萬，廣宣方略，大破鮮卑，又暗中誘降烏桓，遂使斬屠各渠帥，襲破其眾，南匈奴諸部悉降，北方平定，李膺到任度遼將軍後接手安定周邊外族。
延熹元年(158年)，陳龜被漢桓帝徵為尚書，此時的梁冀已越來越暴虐，陳龜因而上書漢桓帝，揭露梁冀的罪狀，請皇帝誅殺梁冀，然而漢桓帝此時仍受制於梁冀，沒理到陳龜的進言。陳龜自知必為梁冀所害，因此絕食七天而死。他死後，并、凉等州及西域各少数民族追念他的恩德，都为他举衷，并常到他的墓前进行吊祭，寄托他们的思念之情。

## 延伸阅读
[在维基数据编辑]
 《後漢書·卷51》，出自范晔《後漢書》
 《東觀漢記》